# 803
سنة 803 كانت سنة بسيطة تبدأ يوم الأحد حسب التقويم اليولياني.

## مواليد
- يعقوب بن إسحق الكندي
- أبو تمام ، ألشاعر العربي

## وفيات
- الفضيل بن عياض
- 28 يناير - جعفر بن يحيى البرمكي، وزير هارون الرشيد، توفي مقتولاً في النكبة المعروفة بنكبة البرامكة.